# 全煕
全 煕（ぜん き、生没年不詳）は、中国三国時代の呉の武将。揚州呉郡銭唐県の人。全琮の一族。

## 生涯
一族の全琮は孫権の娘の孫魯班（全公主）と婚姻し、呉皇室と姻戚関係となり、また、全尚の娘の全皇后が孫亮の后となった事から、全氏一族は大いに繁栄することとなった。孫亮の時代には、全尚が太常・衛将軍・録尚書事・永平侯になったのをはじめ、全氏一族で侯に封ぜられたのが5人にのぼり、それぞれに兵馬を指揮し、その他の者も侍郎や騎都尉となり、皇帝の側近で警護の任に当たって、呉国が興って以来、外戚としてこれほど高位を占め盛んな勢力をもった一族は他に例がなかった。全煕は、全氏一族が繁栄する以前から呉に仕え、兵を率いる地位にあった。
建興2年（253年）、諸葛恪が孫峻に政変で誅殺されると、無難督の施寛は施績・孫壱・全煕に命じて諸葛融を捕えるべく公安へ派遣し、諸葛融は自殺した。
太平2年（257年）、魏の諸葛誕が反乱を起こした際に、呉の孫綝は、文欽・唐咨・于詮・王祚らと、全端・全懌・全静・全翩・全緝ら全氏一族らが率いる約3万の援軍を派遣したが、その頃、全禕（全輝）・全儀は建業に残っていたが、一族の内で争いが元で母と数十人の部下を引きつれて長江を渡り、司馬師の元へ帰順し、諸葛誕の元に居た全氏一族もまた魏に降伏した。この時、全煕は施績と共に東へ向かおうとしたが、王昶に夾石で対峙され阻まれたという。
太平3年（258年）、孫亮が廃位されるに及び、全尚は零陵に流罪され後に誅殺され、全紀は自殺し、呉での全氏一族は衰退した。全煕はその前後に陰謀が漏れて誅殺されたという。